# 中村千栄子
中村 千栄子（なかむら ちえこ、1932年4月25日 - 1997年9月22日）は、日本の詩人、作詞家。中村は旧姓で、本名は新野 千栄子（あらの ちえこ）。

## 来歴
中村家の二女として新潟県柏崎市に生まれる。1945年、新潟県立柏崎高等女学校に入学。1951年、山脇学園高等学校卒業。高校時代に上京し、1953年、東京女子大学短期大学部国語科を卒業。そのまま東京で詩の勉強を続けようとしたが、母のすすめでいったん故郷に戻る。1954年、新潟大学学生歌、応援歌をそれぞれ応募し、前者が1位、後者が2位に選ばれたのを機に、詩作を本格的に行おうと決意する。同年5月より、加藤省吾の下で童謡の作詞を学ぶ。翌年、同郷の新野央と結婚し、再び上京。
1956年、童謡「あの音ほらね」「しまだいの赤ちゃん」でデビュー。NHK「うたのえほん」などで発表（彼女はこれらの歌を「童謡」ではなく、「こども歌」と呼んでいたという）。「ふしぎなでんき」（作曲：佐藤眞）、「かいてんもくば」（作曲：山崎八郎）、「ツッピンとびうお」（作曲：櫻井順）、「ママとかけっこ」（作曲：溝上日出夫）の4曲は、1982年に日本童謡協会が選定した「日本童謡200選」に入っている。また、NHK「みんなのうた」においては、「雪映えの町」（作曲：小川寛興）、「小さな海の絵本」（作曲：川津恒一）、「こんな時があってもいいね」（作曲：浜口庫之助）などを手がけている。1980年、日本童謡賞特別賞受賞。
1964年に『レモンと海』を出版。111篇の詩のうち、34篇が楽譜になって収録されているというものである。この時、尾崎喜八が序文を書いたのがきっかけとなり、彼に師事。出版後は、校歌や合唱曲の作詞にも力を注いだ。合唱曲では、1966年に組曲「愛の風船」（作曲：大中恩）で第21回文部省芸術祭奨励賞を、1981年に組曲「花之伝言（はなのことづて）」（作曲：石井歓）でも同じく第36回文化庁芸術祭優秀賞を受賞している。

## 著書
- レモンと海（カワイ楽譜、1964年）
- ツッピンとびうお（音楽之友社、1976年） - 「中村千栄子“母と子の詩”選集」という副題がある。子供のための歌66曲を譜面つきで収録。
- わたしの風紋（新潟日報事業社出版部、1983年） - 40篇の詩、9つの合唱組曲、31篇の随筆から成る。

## 主な作詞作品
（）内は作曲者。

### 子供のための歌
- 秋のえかきさん（湯山昭）
- あきのバイオリン（越部信義）
- あたらしいうち（湯山昭）
- いやんなっちゃう（小森明宏）
- おおきくなったらぼく（大中恩）
- おひさまはアイロン（湯山昭）
- かいてんもくば（山崎八郎）
- シンデレラの馬車（中田喜直）
- すてきなテレビ（池辺晋一郎）
- ちいさいくじらおおきいくじら（小森明宏）
- ちいさくなったぼうし（大中恩）
- ツッピンとびうお（櫻井順）
- パチャママ（服部公一）
- 花火（萩原英彦）
- ふしぎなでんき（佐藤眞）
- フラミンゴってなんだか（溝上日出夫）
- ママとかけっこ（溝上日出夫）
- ゆかいなめ（湯山昭）
- 夕日が好きなお父さん（越部信義）

### 合唱曲
- 女声合唱のためのソネット「愛の花束」（小川寛興）
- 女声合唱組曲「愛の風船」（大中恩）
- 女声合唱組曲「愛のメモリアル」（有馬礼子）
- 混声合唱組曲「明日香の風」（石井歓）
- ソプラノと男声合唱のためのカンタータ「あすへの足音」（石井歓）
- 混声合唱のためのノスタルジア「五つの鼓動」（後藤丹）
- 混声合唱曲「歌ごえはささやく」（湯山昭）
- 混声合唱組曲「海の童話」（中田喜直）
- 女声合唱のためのファンタジー「越後の恋歌」（湯山昭）
- 混声合唱組曲「風のうた」（大中恩）
- 女声合唱のためのエチュード「風の話」（平井哲三郎）
- 少年少女のための合唱組曲「くいしん坊の世界旅行」（越部信義）
- 女声合唱のためのエッセイ「古寺慕情」（溝上日出夫）
- 少年少女のための合唱組曲「佐渡の四季」（岩河三郎）
- 混声合唱組曲「潮風のうた」（多田武彦）
- 女声合唱組曲「少女のいる画集」（石井歓）
- 混声合唱のためのバラード「杉の木のうた」（石井歓）
- 女声合唱組曲「生活の歌」（磯部俶）
- 混声三部合唱曲「石仏」（岩河三郎）
- 女声合唱組曲「その日の2時のために」（有馬礼子）
- 女声合唱組曲「小さな世界のなかに」（磯部俶）
- 女声合唱組曲「嫁ぐ日に」（岩河三郎）
- 児童合唱曲「トランペット吹きながら」（湯山昭）
- 混声（女声・男声）合唱曲「日本のみのり」（小山清茂）
- 混声（男声）合唱組曲「花之伝言」（石井歓）
- 日向の讃歌（石井歓）
- 女声合唱組曲「ふたりだけの展覧会」（平野淳一）
- 少年少女のためのメルヘン「星の絵本」（岩河三郎）
- 少年少女のための合唱組曲「祭と子ども」（岩河三郎）
- 少年少女のための合唱バラード「武蔵野の子ども」（岩河三郎）
- 混声三部合唱曲「野生の馬」（岩河三郎）
- 混声合唱組曲「雪国のくらしのうた」（岩河三郎）
- 女声合唱組曲「ユニフォームのわたし」（磯部俶）
- 独唱、合唱と管弦楽のためのカンタータ「良寛と貞心」（石井歓）
- ゴールめざして（岩河三郎）

### 歌曲
- 青い群像（溝上日出夫）
- 馬酔木に寄せて（溝上日出夫）
- 蟹の話（有馬礼子）
- カンナ（市場幸介）
- さよなら（溝上日出夫）
- すてきなレモン（中田喜直）
- 夏の日のレクイエム（小林秀雄）
- まだ見ぬ　小さな　あなた（清瀬保二）
- レモンと海（湯山昭） - 女声合唱版あり。

### 校歌
- 柏崎市立田尻小学校（湯山昭）
- 八王子市立石川中学校（岩川三郎）
- 鶴ヶ島市立長久保小学校（岩川三郎）
- 新潟大学学生歌（箕作秋吉）

### 市町村歌
- 厚木讃歌（石井歓）

### その他の歌
- ここは瀬戸内（芥川也寸志）
- こんな時があってもいいね（浜口庫之助）
- 小さな海の絵本（川津恒一）
- 遠い風紋（長谷川きよし）
- 雪映えの町（小川寛興）